# 魯布林
48°54′20″N 25°17′24″E / 48.90556°N 25.29000°E
魯布林（烏克蘭語：Рублин），是烏克蘭的村落，位於該國西部捷爾諾波爾州，由喬爾特基夫區負責管轄，始建於十六世紀，面積2平方公里，2001年人口286，人口密度每平方公里143人。